# Gallionen
Gallionen (fastighet: Thorild 12) är en galleria i centrala Uddevalla.
Gallionen byggdes ursprungligen som ett Domusvaruhus 1967-1968 och kunde invigas den 12 juni 1968. Byggnaden upptar hela kvarteret Thorild. Arkitekt var ungraren Kornél Pajor som inspirerats av internationell brutalism.

## Historik
Konsum Bohuslän hade tidigare byggt en temporär Domusanläggning som öppnade den 4 april 1963. Man gjorde så eftersom Uddevallas stadsplan då ännu inte var fastställt.
Konsum hade länge haft en butik i kvarteret Thorild, men köpte över tid upp resten av kvarterets tomter för att kunna bygga ett varuhus. Bland de uppköpta fastigheterna fanns stadshotellet i Uddevalla, som revs. År 1965 köpte föreningen kvarterets tomt nummer 1 av hovjuvelerare Nils Linder, med tillträde den 1 oktober 1965, varefter man ägde hela kvarteret. Throild 1 innehöll guldsmed, konditori, herrkonfektionsaffär, biograf och bostäder.
Mot slutet av 1980-talet avvecklades Domus till förmån för Obs! på Torp köpcentrum. År 1990 sålde kooperationen fastigheten som bytte namn till Gallionen och blev galleria. Fastigheten ägdes av Atrium Ljungberg fram till 2007 när den såldes till Nordic Real Estate Partners (NREP). År 2010 sålde NREP fastigheten vidare till Kungsleden AB.
I mars 2004 flyttade Åhléns från en intilliggande byggnad in i Gallionen. Under 2018 stängde Åhlénsbutiken. Under 2018 planerades en renovering av fasaden, ritad av arkitekt Emma Richardsdotter Tollig. Fasadens betongelement befanns vara i dåligt skick. Hösten 2022 renoverades fasaden.
Kungsleden köptes senare av Castellum som år 2023 valde att sälja vidare Gallionen till EHF AB. I november 2023 beslutade kommunen att Uddevalla stadsbibliotek skulle flytta till Gallionen.

## Källhänvisningar
1. ↑  Nytt varuhus i Uddevalla kan flyttas om några år, Göteborgs Handels- och Sjöfarts-Tidning, 3 april 1963
2. ↑  Stadshotellet Uddevalla., Digital Museum
3. ↑  Moderniseringen av Uddevalla Centrum 1939-1979, Martin von Sivers Mengwall, Göteborgs universitet, 2015, s. 28
4. ↑  Domus bygger i Uddevalla, Göteborgs-Posten, 27 april 1965
5. ↑  Atrium Ljungberg koncentrerar ägandet – säljer fastigheter, Atrium Ljungberg, 14 december 2007
6. ↑  NREP förvärvar från Atrium Ljungberg, Fastighetsvärlden, 17 december 2007
7. ↑  Gallionen får nya ägare, Bohusläningen, 27 november 2010
8. ↑  Åhléns nyöppnar i Uddevalla, Dagens Handel, 18 mars 2004
9. ↑  Åhléns nyöppnar i Uddevalla, Åhléns, 17 mars 2004
10. ↑  Åhléns stänger varuhuset i Uddevalla: ”Får det inte att gå ihop ekonomiskt”, Market, 15 november 2017
11. ↑  "Kungsleden tänker storsatsa i centrum", Bohusläningen, 20 januari 2018
12. ↑  Sveriges ”fulaste” galleria måste byta fasad: ”Betong riskerar att falla ner”, Market, 16 november 2018
13. ↑  Gallionen renoveras - ska få fasad i glas, Bohusläningen, 31 augusti 2022
14. ↑  Varsam modernisering och funktionsförändring för Galleria Gallionen, Sapa, 5 januari 2023
15. ↑  Castellum säljer åtta fastigheter för 430 miljoner, Fastighetsvärlden, 29 augusti 2023
16. ↑  Klartecken för nytt bibliotek i Gallionen – efter het debatt: ”Inte seriösa siffror”, Bohusläningen, 9 november 2023